# Павел Кохоут
Павел Кохоут (чеш. Pavel Kohout; рођен 20. јула 1928. у Прагу) је чешки и аустријски романописац, драматург и песник. Био је члан Комунистичке партије Чехословачке, учесник Прашког пролећа и дисидент током 1970-их, све док му није забрањен повратак из Аустрије. Био је један од оснивача покрета Повеља 77.

## Биографија
Након завршетка средње школе 1947. године, Кохоут је остао посвећен комунизму и дипломирао је на Карловом универзитету 1952. године, са дипломом из позоришта и естетике. Потом је постао члан Централног комитета Чехословачке омладинске уније, где је служио до 1960. Током тог периода почео је да пише драме и поезију. Био је и члан Савеза писаца.
Године 1956. кратко је радио на Чехословачкој телевизији као репортер и коментатор. Од 1963. до 1966. био је драматург у Позоришту Винохради. Док је био тамо, привукао га је реформски покрет и поднео је оставку на чланство у Савезу писаца због питања у вези са његовом „културно-политичком оријентацијом“. Године 1967, након јавног читања Солжењициновог протестног писма Савезу совјетских писаца, он и неколико других истакнутих писаца били су подвргнути дисциплинским мерама.
Пошто су он и други дисидентски позоришни радници били забрањени да раде у званичном позоришту, формирао је глумачку трупу под називом „Позориште у дневној соби“ са глумцима Павлом Ландовским, Властом Храмостовом, Властимилом Тршњаком и његовом ћерком Терезом Боућковом, како би тајно извели адаптацију Шекспировог „Магбета“ у дневним собама у Прагу. Ови догађаји су инспирисали британског драматурга Тома Стопарда за његову драму „Dogg's Hamlet, Cahoot's Macbeth“.
Године 1968. постао је једна од најистакнутијих личности Прашког пролећа. Наредне године је избачен из Комунистичке партије, а његова дела су била подвргнута строгој цензури. Он и његова трећа супруга Јелена Машинова добили су дозволу да отпутују у Аустрију 1978. године, где је имао уговор са Бургтеатром. Док су били тамо, њихово држављанство је одузето и нису могли да се врате. Године 1980. добили су аустријско држављанство и населили се у Бечу. Након пада комунистичке владе, често су се враћали у Праг и сада деле време између Прага и Сазаве.

## Дела
Његова најпознатија драма је „Сироти убица“ (Poor Murderer), која је премијерно изведена на Бродвеју у Етел Беријмор театру 1976. године. Заснована је на краткој причи „Мисао“ Леонида Андрејева.
Његови романи укључују:
- Бела књига (апсурдистички приказ живота под комунизмом)
- Падам снег (прича о посткомунизму о отварању досијеа тајне полиције из доба комунизма, утицају тог отварања на доушнике и њихове жртве, и тиме о корозивном утицају комунистичког режима)
- Убица удовица (детективска прича смештена у Праг под нацистичком окупацијом током Другог светског рата)
- Џелаткиња (црнохуморна прича о џелатима)
- Седам дана у недељи (1965)
- Сутра плеше цео свет (1952)
- Омча (2008)

## Награде и признања
- 1969. Франц-Теодор-Чокор награда
- 1977. Аустријска државна награда за европску књижевност
- 1997. Награда „Стакло разума“